# Idomene novaezealandiae
Idomene novaezealandiae är en kräftdjursart som först beskrevs av Thompson 1883.  Idomene novaezealandiae ingår i släktet Idomene och familjen Thalestridae. Inga underarter finns listade i Catalogue of Life.